# Kamelik
Il Kamelik (in russo  Камелик?) è un fiume della Russia europea sudorientale (oblast' di Saratov), affluente di sinistra del Bol'šoj Irgiz (bacino idrografico del Volga).
Il corso del fiume descrive un ampio arco dirigendosi a sud, ovest e nord-ovest. Sfocia nel Bol'šoj Irgiz a 406 km dalla foce. Il fiume ha una lunghezza di 222 km, l'area del suo bacino è di 9 070 km².